# Studije zapadnog ezoterizma
Studije zapadnog ezoterizma je naziv za akademsku disciplinu koja se bavi naučnim proučavanjem zapadnih neortodoksnih filozofsko-religioznih tokova, ideja i praksi poput hermetizma, alhemije, astrologije, paracelzijanstva, rozenkrojcerstva, hrišćanske kabale, hrišćanske teozofije, iluminizma, okultizma, spiritizma, moderne teozofije Helene Blavacke, antropozofije Rudolfa Štajnera, masonstva, nju ejdža, neopaganizma i dr. — metodološki objedinjenih pod pojmom zapadni ezoterizam.

## Istorijat discipline
Pioniri ove oblasti početkom 20. veka bili su istoričari koji su se bavili renesansom u Evropi; od 1930-ih, Oskar Kristeler (1905—1999) i Euđenio Garin (1909—2004) počeli su da ukazuju na značaj hermetizma u razvoju moderne nauke. Kristlerer je u svojim istraživanjima ukazao na veliki značaj zbirke tekstova „Corpus Heremeticum“ u kulturi renesanse, koji su do tada istoričari zanemarivali. Međutim, istraživanja Kristelera i njegovih kolega koji su objavljivali na italijanskom uglavnom su ostala nezapažena u širem naučnom krugu. Prvi veći pomak u popularisanju ideje o „hermetičkoj tradiciji“ napravila je Frensis Jejts kada je 1964. godine na engleskom jeziku objavila knjigu „Đordano Bruno i hermetička tradicija“ u kojoj je zastupala ideju da je hermetizam bio pokretač naučne revolucije.

## Katedre za proučavanje zapadnog ezoterizma
Prva katedra za proučavanje ezoterizma, pod nazivom „Istorija ezoteričnog hrišćanstva“ osnovana je 1965. na Sorboni u Parizu. Katedru je prvo vodio Fransoa Sekre, da bi ga 1979. zamenio Antoan Fevr, kada je naziv katedre promenjen u „Istorija ezoteričnih i mističnih tokova u modernoj i savremenoj Evropi“. Fevra je 2002. godine zamenio Žan-Pjer Brak, kada je naziv katedre opet promenjen u „Istorija ezoteričnih tokova u modernoj i savremenoj Evropi“. 
Značajan trenutak u popularizaciji discipline bilo je osnivanje druge katedre posvećene studiranju zapadnog ezoterizma 1999. na Univerzitetu u Amsterdamu, pod nazivom „Istorija hermetičke filozofije i srodnih tokova“ sa Vauterom Hanegrafom na čelu. 
Treća katedra u Evropi postojala je na Univerzitu u Ekseteru od 2005. do 2012. godine, sa Nikolasom Gudrik-Klarkom na čelu. Na Univerzitetu u Groningenu moguće je steći master diplomu na kursu „Skriveno znanje: gnosticizam, ezoterizam i misticizam“. Na Univerzitetu Rajs u Hjustonu (SAD) može se pohađati program „Gnosticizam, ezoterizam i misticizam“ i steći master i doktorska diploma.

## Akademska društva i aktivnosti
Evropsko društvo za studije zapadnog ezoterizma - ESSWE, osnovano je 2005. godine. ESSWE nadgleda izdavanje časopisa “Aries” i istoimenog serijala knjiga (izdavač “Brill”). 
Od 2007. godine ESSWE priređuje međunarodne konferencije u različitim evropskim zemljama. Članovi ESSWE iz istočne i centralne Evrope pokrenuli su 2014. godine ogranak ovog društva, pod nazivom CEENASWE (Central and East European Network for the Academic Study of Western Esotericism). Prvi naučni skup CEENASWE održan je u Budimpešti, a drugi 2016. godine na Filološkom fakultetu Univerziteta u Beogradu.

## Studije zapadnog ezoterizma u Srbiji
Pionirska studija iz oblasti studija zapadnog ezoterizma u Srbiji jeste knjiga „Podzemni tok: ezoterično i okultno u srpskoj književnosti“ (Službeni glasnik, 2009) dr Nemanje Radulovića, profesora Filološkog fakulteta Univerziteta u Beogradu, člana ESSWE i jedanog od osnivača CEENASWE. Radulović je takođe objavio niz naučnih radova o pojavama i ličnostima iz naše kulture koje mogu biti predmet discipline studija zapadnog ezoterizma.

## Bibliografija
- Faivre, Antoine, 1994, Access to Western Esotericism, Albany: SUNY Press.
- Goodrick-Clarke, Nicholas, 2008, The western esoteric traditions: a historical introduction, New York: Oxford University Press.
- Hanegraaff, Wouter J., 2012, Esotericism and the Academy: Rejected Knowledge in Western Culture, New York: Cambridge University Press.
- Hanegraaff, Wouter J. (2013). „Textbooks and introductions to Western Esotericism”. Religion. 43 (2): 178—200. S2CID 142996894. doi:10.1080/0048721X.2012.733245.